# Boulevard Solitude
Boulevard Solitude es una ópera en un acto con siete escenas con música de Hans Werner Henze y libreto en alemán de Grete Weil, basado en el guion dramático escrito por Walter Jockisch, a su vez una adaptación moderna de la conocida novela Manon Lescaut de l'Abate Prévost. Henze se interesó por la historia después de ver la película Manon (1949) de Henri-Georges Clouzot, ganadora del León de Oro del Festival de Venecia de 1949.
El estreno tuvo lugar el 17 de febrero de 1952 en el Landestheater de la ciudad alemana de Hannover.
Se trata de la primera obra de Henze que tuvo auténtico impacto. La opera destaca por la fuerte influencia del jazz y de la música popular parisina, lo que resultó novedoso habiendo sido asociado Henze hasta entonces con el dodecafonismo.  La obra evoca de forma contemporánea, la conocidísima historia de Manon Lescaut, ya fue adaptada en dos ocasiones distintas por Massenet y también por Puccini y por el compositor francés Auber.
Esta ópera rara vez se representa en la actualidad; en las estadísticas de Operabase Archivado el 14 de mayo de 2017 en Wayback Machine. aparece con sólo 2 representaciones en el período 2005-2010.

## Personajes
| Personaje                                                                         | Tesitura        | Reparto del estreno, 17 de febrero de 1952 (Director: Johannes Schüler) |
| --------------------------------------------------------------------------------- | --------------- | ----------------------------------------------------------------------- |
| Manon Lescaut                                                                     | soprano alto    | Sigrid Klaus                                                            |
| Armand des Grieux, un estudiante                                                  | tenor lírico    | Walter Buckow                                                           |
| Lescaut, hermano de Manón                                                         | barítono        |                                                                         |
| Francis, amigo de Armand                                                          | barítono        |                                                                         |
| Lilaque, padre, un rico caballero anciano                                         | alto tenor bufo |                                                                         |
| Lilaque, hijo                                                                     | barítono        |                                                                         |
| Una prostitura                                                                    | bailarina       |                                                                         |
| Criada de Lilaque, hijo                                                           | mimo            |                                                                         |
| Dos drogadictos                                                                   | bailarines      |                                                                         |
| Un cigarrero                                                                      | bailarín        |                                                                         |
| Vendedores de periódicos, vagabundos, prostitutas, policía, estudiantes, viajeros |                 |                                                                         |

## Argumento
Escena primera. La sala de espera una estación de tren de una gran ciudad francesa.
El estudiante Armand des Grieux se encuentra con una joven llamada Manon Lescaut, que es acompañada por su hermano a Lausana para acabar sus estudios. Armand se enamora al instante de Manon y los dos huyen juntos a París, aprovechando un descuido del hermano.
Escena segunda. Un ático de París.
Los dos enamorados viven felices, en la pobreza, en una habitación de un ático de París. Armand ha perdido la asignación económica de su padre, disgustado con su vida disoluta, por lo que debe salir a pedir dinero a su amigo Francis. En ausencia de Armand, reaparece Lescaut, el hermano de Manon y la convence de ir a visitor a Lilaque padre, un admirador de Manon, rico y viejo.
Escena tercera. Un salón elegante en casa de Lilaque.
Manon se ha convertido en amante de Lilaque padre, pero sigue enamorada de Armand, a quien escribe una carta, asegurándole ser muy feliz y ser muy bien tratada por su protector. Se lamenta de no poder ver al joven Des Grieux y piensa en escapar en su busca. Aparece Lescaut que interrumpe indignado la escritura de la carta, le encarece que cuide la relación con su protector económico y se deje de romances. Acaba rompiendo la carta y recordándole que ella es la fuente de riqueza para ambos, le pide más dinero a su hermana para sus vicios. Como ella no consiente, Lescaut roba dinero de una caja de oro propiedad de Lilaque padre tiene en su habitación. Lilaque lo descubre y echa a los dos hermanos de su casa.
Escena cuarta. La biblioteca en la universidad.
Un tiempo más tarde, Armand, Francis y otros estudiantes están estudiando la obra del poeta romano Catulo. Armand sigue enamorado de Manon, aunque su amor empieza a flaquear. Francis le informa de que Manon ha robado a Lalique por lo que ha sido expulsada de su casa, lo que Armand no se cree. Francis se va indignado y entra Manon. La pareja lee un poema que reaviva su amor.
Escena quinta. Una taberna de mala muerte.
Manon y Armand están juntos otra vez. Armand es adicto a las drogas para olvidar su pasado. Lescaut le trae cocaína y le pregunta por Manon, a quien quiere proponer mantener relaciones por dinero con Lilaque hijo que le acompaña.  Cuando aparece Manon, Armand monta en cólera con Lescaut y Lalique hijo. Manon intenta calmar a Armand y se va con los dos hombres. Armand recibe una carta. Mientras la lee, oye que Manon le pide encontrarse con él al día siguiente, en cuanto se libre de Liaque hijo. Armand queda confuso.
Escena sexta. El apartamento de Lalique hijo.
Armand y Manon están juntos en el dormitorio de Lalique mientras amanece. Manon está conforme con su nueva situación de protegida de Lalique hijo, pero Armand está nostálgico del pasado en que convivían permanentemente. Aparece Lescaut que advierte a Armand de que debe huir antes de que le localicen los criados. Lescaut roba una pintura moderna de la pared. Aparece repentinamente Lilaque padre, por lo que se esconden Armand y Lescaut. El viejo descubre el robo del cuadro y llama a la policía, mientras mantiene un revólver en su mano. Lescaut pelea con el anciano, disparándose el arma, que deja en manos de Manon dándose a la fuga. Manon y Armand son encontrados en la escena del crimen por Lilaque hijo y la policía, que detiene a Manon.
Escena séptima. El exterior de una prisión.
Armand llega para intentar visitar a su enamorada antes de que esta ingrese en prisión. Manon es conducida a la misma en compañía de otros presos, por lo que no pueden hablar. La escena se completa con secuencias musicales de la vida de la pareja.